# Kenneth Zohore
Albin Kenneth Dahrup Zohore, född 31 januari 1994 i Köpenhamn, är en dansk fotbollsspelare som spelar för OB.

## Karriär
Zohore är den yngsta spelaren i danska superligans historia. Han debuterade i FC Köpenhamn som 16-åring. I januari 2013 värvades Zohore av italienska Fiorentina. Till sommaren lånades han ut till Brøndby IF, där han spelade fram till våren 2014. I augusti 2014 lånades han ut till IFK Göteborg för resten av säsongen, med köpoption därefter.
Den 19 juli 2019 värvades Zohore av West Bromwich Albion, där han skrev på ett fyraårskontrakt. Den 16 oktober 2020 lånades Zohore ut till Millwall på ett låneavtal fram till den 16 januari 2021.
Den 31 januari 2023 blev Zohore klar för en återkomst i OB, där han skrev på ett halvårskontrakt.